# Ramsey (Nueva Jersey)
Ramsey es un borough ubicado en el condado de Bergen en el estado estadounidense de Nueva Jersey. En el año 2010 tenía una población de 14.473 habitantes y una densidad poblacional de 998,14 personas por km².

## Geografía
Ramsey se encuentra ubicado en las coordenadas 41°3′33″N 74°8′46″O / 41.05917, -74.14611.

## Demografía
Según la Oficina del Censo en 2000 los ingresos medios por hogar en la localidad eran de $88,187 y los ingresos medios por familia eran $104,512. Los hombres tenían unos ingresos medios de $75,017 frente a los $43,205 para las mujeres. La renta per cápita para la localidad era de $41,964. Alrededor del 1.9% de la población estaba por debajo del umbral de pobreza.